# 斯里蘭卡國家奧林匹克委員會
斯里蘭卡國家奧林匹克委員會（National Olympic Committee of Sri Lanka）是斯里蘭卡的國家奧林匹克委員會。該組織成立於1937年，是國際奧委會和亞洲奧林匹克理事會的成員。1980年，首次以斯里蘭卡的身份參加在蘇聯莫斯科舉行的夏季奧運會。
現時，斯里蘭卡國家奧林匹克委員會的總部設在可倫坡，主席是Hemasiri Fernando。

## 資料來源
1. ↑  .   [2014-02-19]. （原始内容存档于2017-07-05）.